# کلیناوی
کلیناوی (انگلیسی: Cleanaway) شرکت مدیریت پسماند استرالیایی است، که در سال ۱۹۷۹ تأسیس شد.